# Melittia gigantea
Melittia gigantea is een vlinder uit de familie wespvlinders (Sesiidae), onderfamilie Sesiinae.
Melittia gigantea is voor het eerst wetenschappelijk beschreven door Moore in 1879. De soort komt voor in het Oriëntaals gebied.